# Rząd Adolfa Hitlera

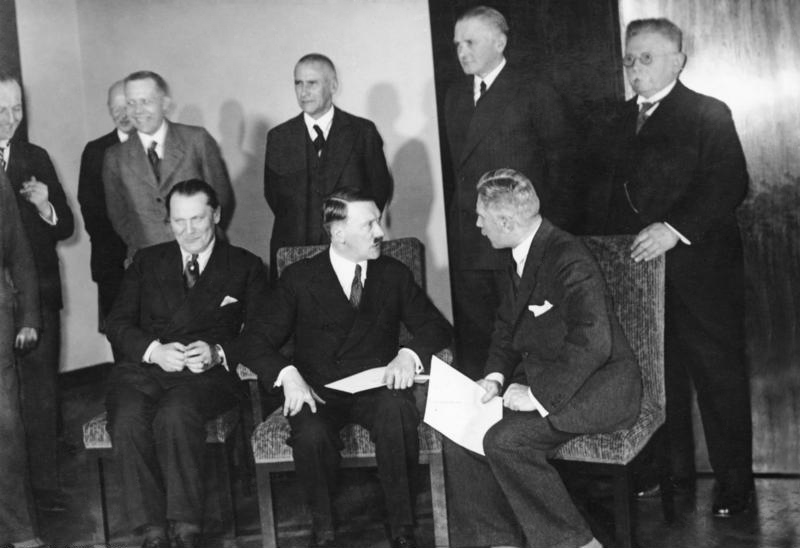
Rząd Adolfa Hitlera (30 stycznia 1933)

Rząd Adolfa Hitlera w III Rzeszy istniał od 30 stycznia 1933 roku (Machtergreifung) do 30 kwietnia 1945 roku (śmierć Adolfa Hitlera).

## Członkowie gabinetu
| Urząd | Minister                                                       | Partia      |
| --- | -------------------------------------------------------------- | ----------- |
| Kanclerz | Adolf Hitler                                                   | NSDAP       |
| Wicekanclerz | Franz von Papen (do 7 sierpnia 1934)                           | bezpartyjny |
| Wicekanclerz | Hermann Göring (od 10 lutego 1941)                             | NSDAP       |
| Minister Spraw Zagranicznych                                                                                      | Konstantin von Neurath (do 4 lutego 1938)                      | NSDAP       |
| Minister Spraw Zagranicznych                                                                                      | Joachim von Ribbentrop (od 4 lutego 1938)                      | NSDAP       |
| Minister Spraw Wewnętrznych                                                                                       | Wilhelm Frick (do 24 sierpnia 1943)                            | NSDAP       |
| Minister Spraw Wewnętrznych                                                                                       | Heinrich Himmler (od 24 sierpnia 1943)                         | NSDAP       |
| Minister Sprawiedliwości                                                                                          | Franz Gürtner (do 29 stycznia 1941)                            | NSDAP       |
| Minister Sprawiedliwości                                                                                          | Franz Schlegelberger (od 29 stycznia 1941 do 24 sierpnia 1942) | NSDAP       |
| Minister Sprawiedliwości                                                                                          | Otto Georg Thierack (od 24 sierpnia 1942)                      | NSDAP       |
| Minister Gospodarki                                                                                               | Alfred Hugenberg (do 29 czerwca 1933)                          | DNVP        |
| Minister Gospodarki                                                                                               | Kurt Schmitt (od 29 czerwca 1933 do 3 sierpnia 1934)           | NSDAP       |
| Minister Gospodarki                                                                                               | Hjalmar Schacht (od 3 sierpnia 1934 do 26 listopada 1937)      | bezpartyjny |
| Minister Gospodarki                                                                                               | Hermann Göring (od 26 listopada 1937 do 15 stycznia 1938)      | NSDAP       |
| Minister Gospodarki                                                                                               | Walther Funk (od 5 lutego 1938)                                | NSDAP       |
| Minister Rolnictwa i Polityki Żywnościowej                                                                        | Alfred Hugenberg (do 29 czerwca 1933)                          | DNVP        |
| Minister Rolnictwa i Polityki Żywnościowej                                                                        | Richard Walther Darré (od 29 czerwca 1933 do 23 maja 1942)     | NSDAP       |
| Minister Rolnictwa i Polityki Żywnościowej                                                                        | Herbert Backe (od 23 maja 1942)                                | NSDAP       |
| Minister Wojny | Werner von Blomberg (do 5 lutego 1938)                         | bezpartyjny |
| Minister Wojny | Wilhelm Keitel (od 5 lutego 1938)                              | bezpartyjny |
| Minister Finansów                                                                                                 | Lutz Schwerin von Krosigk                                      | NSDAP       |
| Minister Pracy i Spraw Socjalnych                                                                                 | Franz Seldte                                                   | NSDAP       |
| Minister Transportu                                                                                               | Paul von Eltz-Rübenach (do 2 lutego 1937)                      | bezpartyjny |
| Minister Transportu                                                                                               | Julius Dorpmüller (od 2 lutego 1937)                           | NSDAP       |
| Ministerstwo Poczty                                                                                               | Paul von Eltz-Rübenach (do 2 lutego 1937)                      | bezpartyjny |
| Ministerstwo Poczty                                                                                               | Wilhelm Ohnesorge (od 2 lutego 1937)                           | NSDAP       |
| Minister Propagandy i Oświecenia Publicznego                                                                      | Joseph Goebbels (od 13 marca 1933)                             | NSDAP       |
| Ministerstwo Lotnictwa                                                                                            | Hermann Göring (od 27 kwietnia 1933)                           | NSDAP       |
| Minister Edukacji, Nauki i Kultury                                                                                | Bernhard Rust (od 1 maja 1934)                                 | NSDAP       |
| Minister Rzeszy do spraw Kościoła                                                                                 | Hanns Kerrl (od 16 lipca 1935 do 15 grudnia 1941)              | NSDAP       |
| Minister Rzeszy do spraw Kościoła                                                                                 | Hermann Muhs (od 15 grudnia 1941)                              | NSDAP       |
| Minister Rzeszy do spraw Uzbrojenia i Amunicji (od 1943 minister Rzeszy do spraw Uzbrojenia i Produkcji Wojennej) | Fritz Todt (od 17 marca 1940)                                  | bezpartyjny |
| Minister Rzeszy do spraw Uzbrojenia i Amunicji (od 1943 minister Rzeszy do spraw Uzbrojenia i Produkcji Wojennej) | Albert Speer (od 8 lutego 1942)                                | NSDAP       |
| Minister Rzeszy do spraw Czech i Moraw                                                                            | Karl Hermann Frank (od 20 sierpnia 1942)                       | NSDAP       |
| Minister bez teki                                                                                                 | Hermann Göring (do 27 kwietnia 1933)                           | NSDAP       |
| Minister bez teki                                                                                                 | Ernst Röhm (od 1 grudnia 1933 do 1 lipca 1934)                 | NSDAP       |
| Minister bez teki                                                                                                 | Rudolf Heß (od 1 grudnia 1933 do 10 maja 1941)                 | NSDAP       |
| Minister bez teki                                                                                                 | Hanns Kerrl (od 16 kwietnia 1934 do 16 lipca 1935)             | NSDAP       |
| Minister bez teki                                                                                                 | Hans Frank (od 19 grudnia 1934 do 30 kwietnia 1945)            | NSDAP       |
| Minister bez teki                                                                                                 | Hjalmar Schacht (od 26 listopada 1937 do 22 stycznia 1943)     | NSDAP       |
| Minister bez teki                                                                                                 | Otto Meissner (od 1 grudnia 1937 do 30 kwietnia 1945)          | NSDAP       |
| Minister bez teki                                                                                                 | Hans Lammers (od 1 grudnia 1937 do 30 kwietnia 1945)           | NSDAP       |
| Minister bez teki                                                                                                 | Arthur Seyss-Inquart (od 1 maja 1939 do 30 kwietnia 1945)      | NSDAP       |
| Minister bez teki                                                                                                 | Martin Bormann (od 12 maja 1941 do 30 kwietnia 1945)           | NSDAP       |
| Minister bez teki                                                                                                 | Wilhelm Frick (od 24 sierpnia 1943 do 30 kwietnia 1945)        | NSDAP       |
| Minister bez teki                                                                                                 | Konstantin Hierl (od 24 sierpnia 1943 do 30 kwietnia 1945)     | NSDAP       |

## Zmiany
- 13 marca 1933: Joseph Goebbels zostaje ministrem propagandy i oświecenia publicznego.
- 5 maja 1933: Hermann Göring zostaje ministrem lotnictwa.
- 29 czerwca 1933: Kurt Schmitt zastępuje Hugenberga na stanowisku ministra gospodarki. Richard Walther Darré zastępuje Hugenberga na stanowisku ministra żywności i rolnictwa.
- 1 grudnia 1933: Ernst Röhm i Rudolf Heß zostają ministrami bez teki.
- 1 maja 1934: Bernhard Rust zostaje ministrem nauki i edukacji.
- 16 kwietnia 1934: Hanns Kerrl zostaje ministrem bez teki.
- 30 czerwca 1934: Minister bez teki Ernst Röhm zostaje zamordowany podczas nocy długich noży.
- 3 sierpnia 1934: Hjalmar Schacht zastępuje Schmitta na stanowisku ministra gospodarki.
- 7 sierpnia 1934: Franz von Papen rezygnuje ze stanowiska wicekanclerza, które nie zostaje obsadzone.
- 19 grudnia 1934: Hans Frank zostaje ministrem bez teki.
- 26 lutego 1935: Hermann Göring zostaje jeszcze dowódcą Luftwaffe.
- 23 czerwca 1935: Ministerstwo obrony zostaje zmienione na ministerstwo wojny, które obejmuje Werner von Blomberg.
- 1 lipca 1935: Erich Raeder zostaje dowódcą marynarki wojennej.
- 16 lipca 1935: Hanns Kerrl zostaje ministrem spraw religijnych.
- 2 lutego 1937: Wilhelm Ohnesorge zastępuje von Eltz-Rübenacha na stanowisku ministra poczty. Julius Dorpmüller zastępuje von Eltz-Rübenacha na stanowisku ministra transportu.
- 26 listopada 1937: Hermann Göring zastępuje Schachta na stanowisku ministra gospodarki. Hjalmar Schacht zostaje ministrem bez teki.
- 1 grudnia 1937: Otto Meissner zostaje ministrem stanu i szefem Kancelarii Prezydenckiej Rzeszy. Hans Lammers zostaje ministrem stanu i szefem Kancelarii Rzeszy.
- 15 stycznia 1938: Hermann Göring przestaje zajmować stanowiska ministra gospodarki.
- 5 lutego 1938: Walther Funk zostaje ministrem gospodarki. Joachim von Ribbentrop zastępuje Neuratha na stanowisku ministra spraw zagranicznych. Konstantin von Neurath zostaje ministrem bez teki. Werner von Blomberg rezygnuje ze stanowiska ministra wojny, zadania ministra wojny przejmuje generaloberst Wilhelm Keitel jako szef Naczelnego Dowództwa Wehrmachtu. Walther von Brauchitsch zastępuje Fritscha na stanowisku dowódcy armii. Adolf Hitler osobiście obejmuje dowództwo Wehrmachtu.
- 1 maja 1939: Arthur Seyss-Inquart zostaje ministrem bez teki.
- 17 marca 1940: Fritz Todt zostaje ministrem przemysłu zbrojeniowego.
- 29 stycznia 1941: Franz Schlegelberger zastępuje Gürtnera na stanowisku ministra sprawiedliwości.
- 10 maja 1941: Minister bez teki Rudolf Heß po wylądowaniu i aresztowaniu w Szkocji przestaje być członkiem gabinetu.
- 17 listopada 1941: Alfred Rosenberg zostaje ministrem do spraw okupowanych terytoriów wschodnich.
- 12 grudnia 1941: Umiera Hanns Kerrl, minister spraw religijnych. Jego stanowisko nie jest obsadzane.
- 8 lutego 1942: W katastrofie lotniczej ginie minister przemysłu zbrojeniowego Fritz Todt, zastępuje go na tym stanowisku Albert Speer.
- 23 maja 1942: Herbert Backe zastępuje Darré na stanowisku ministra żywności i rolnictwa.
- 20 sierpnia 1942: Karl Hermann Frank zostaje ministrem do spraw Protektoratu Czech i Moraw.
- 24 sierpnia 1942: Otto Georg Thierack zastępuje Schlegelbergera na stanowisku ministra sprawiedliwości.
- 30 stycznia 1943: Karl Dönitz zastępuje Raedera na stanowisku dowódcy marynarki wojennej.
- 22 stycznia 1943: Minister bez teki Hjalmar Schacht przestaje być członkiem gabinetu.
- 24 sierpnia 1943: Heinrich Himmler zastępuje Fricka na stanowisku ministra spraw wewnętrznych.